# 竜飛崎

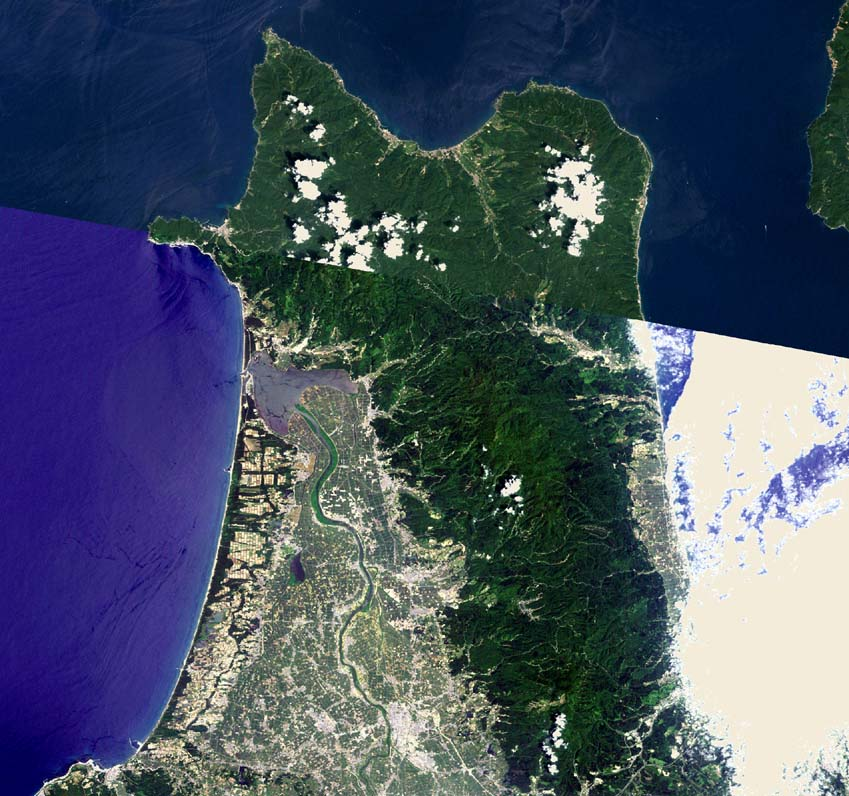
津軽半島のランドサット衛星写真。左上の突端が龍飛崎

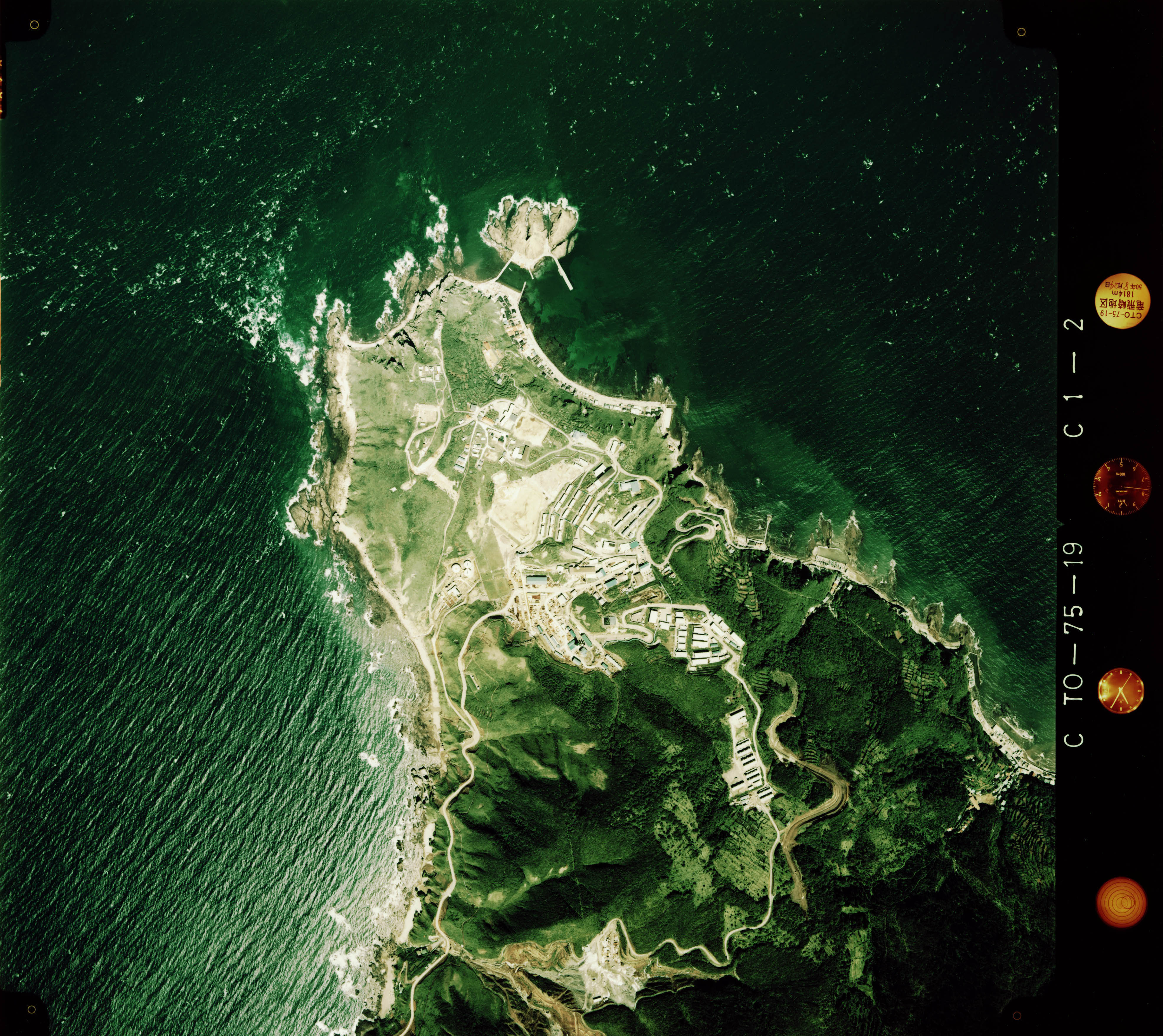
右上の小島は帯島

龍飛崎（たっぴざき）は、青森県東津軽郡外ヶ浜町三厩龍浜にある津軽海峡に突き出た岬。津軽半島の最北端に位置する。津軽国定公園の一部。

## 概要

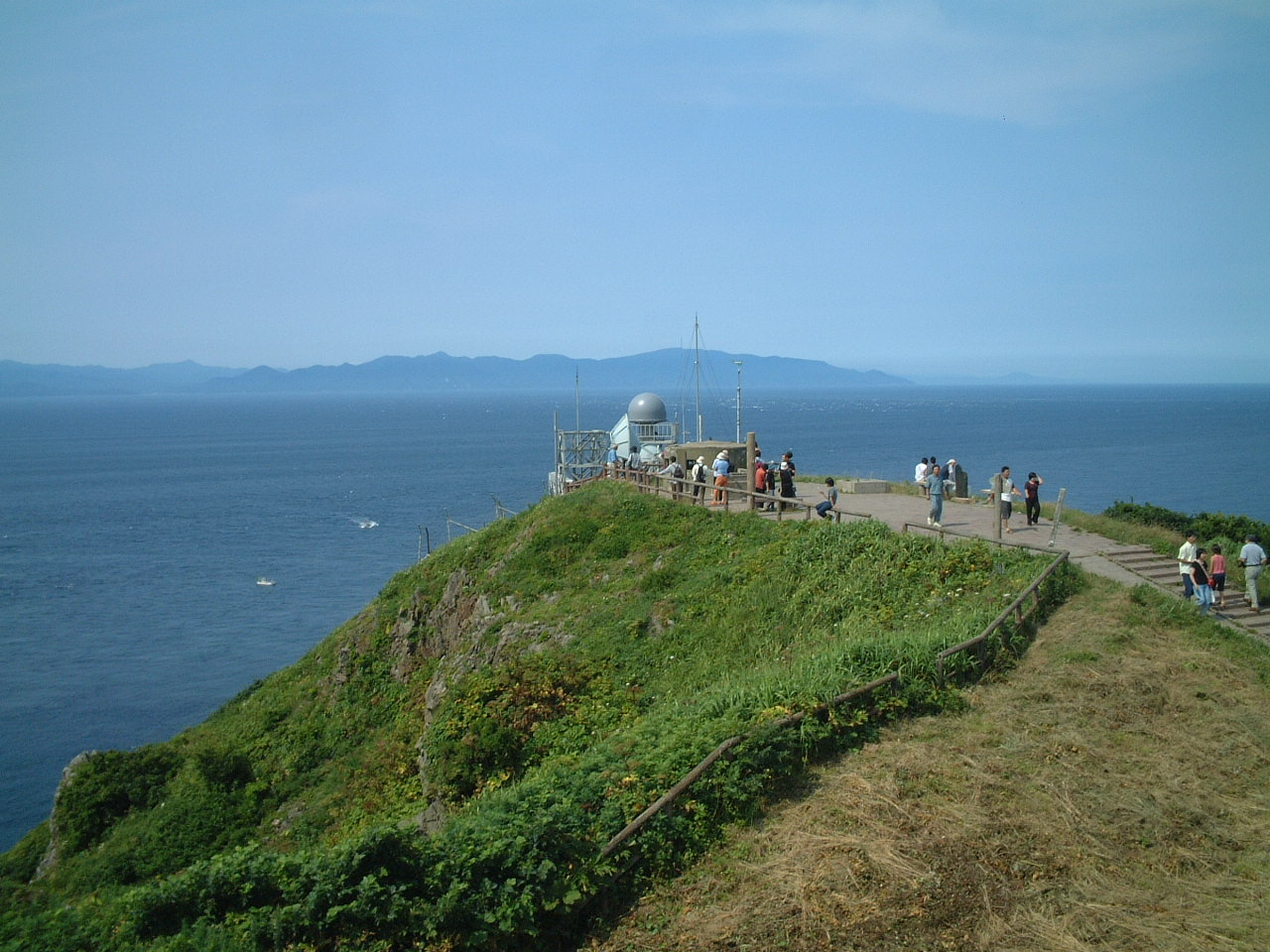
竜飛崎。海の向こうに北海道がはっきり見える。中央部にあるコンクリート製の建造物は大日本帝国海軍の望楼（2007年にはすでに撤去済み）

名前はアイヌ語の「タㇺ・パ」（tam-pa 刀の上端）からの転訛で「突き出た地」の意味があるとも、"龍が飛ぶ"ぐらい強い風が吹くので「龍飛」になったともいわれている。さらに古くからの説ではもともとは龍飛「たっぴ」ではなく立火・立浜「たつひ」と呼ばれていて、奥州藤原氏の頃の平安時代末期衣川の高舘からこの浜に逃げて来た源義経が龍馬に乗って蝦夷（北海道）まで渡っていったという外が浜の龍馬山の義経寺に残る伝説が「竜浜」（たつひ）・「竜飛」（たっぴ）の地名の由来になっているともいう。表記には「竜／龍」及び「崎／埼／岬」という揺らぎがあり、竜飛埼、龍飛岬（たっぴみさき）などとも言われる。
先端には龍飛埼灯台がある。灯台周辺は遊歩道が整備され、天気のよい日には津軽海峡を挟んだ北海道の松前半島や、海峡を行き交う船舶が見渡せる。また、渡り鳥の飛行ルートとしても重要であり、しばしば鳥類研究家が観察している。
太宰治や棟方志功ゆかりの宿であった旧奥谷旅館は「龍飛岬観光案内所 龍飛館」として整備され、館内には太宰が友人と滞在した部屋が再現されている。
北海道の白神岬とは津軽海峡を挟んで19.5キロメートルの距離があり、地下を青函トンネルが通る。青函トンネルに関連する施設として青函トンネル記念館や青函トンネル工事殉職者慰霊碑がある。
東北楽天ゴールデンイーグルスの公式球団歌「羽ばたけ楽天イーグルス」の歌詞の一節に青森県の象徴として唄われている。
石川さゆりのヒット曲「津軽海峡・冬景色」の歌詞の一節に唄われていることでも知られており（歌詞の中では竜飛岬と表記されている）、"よしだたくろう & かまやつひろし" 名義の歌でそのまま「竜飛崎」というタイトルの曲もある。
竜飛崎のある竜飛集落は、三厩駅からのバスの終点（正確には集落のある「竜飛漁港」バス停で折り返して、そこからさらに斜面を登って終点に向かう）で、太宰治が紀行『津軽』で、鶏小屋に突っ込んだと思ったら竜飛集落だったと表現した描写で知られる漁村である。三厩から竜飛集落に向かう道程は、源義経北行伝説の舞台の1つであり、竜飛崎の最突端に浮かぶ帯島は義経が北へ向かう際に帯を締めなおしたという伝説が残る。
地質は、新生代新第三系中期中新世の竜飛安山岩類が分布する。主に、デイサイト、安山岩の火砕岩である。

## 周辺
- 龍飛埼灯台
- 帯島
- 竜飛崎シーサイドパーク
- 竜飛崎温泉
- 道の駅みんまや
  - 青函トンネル記念館

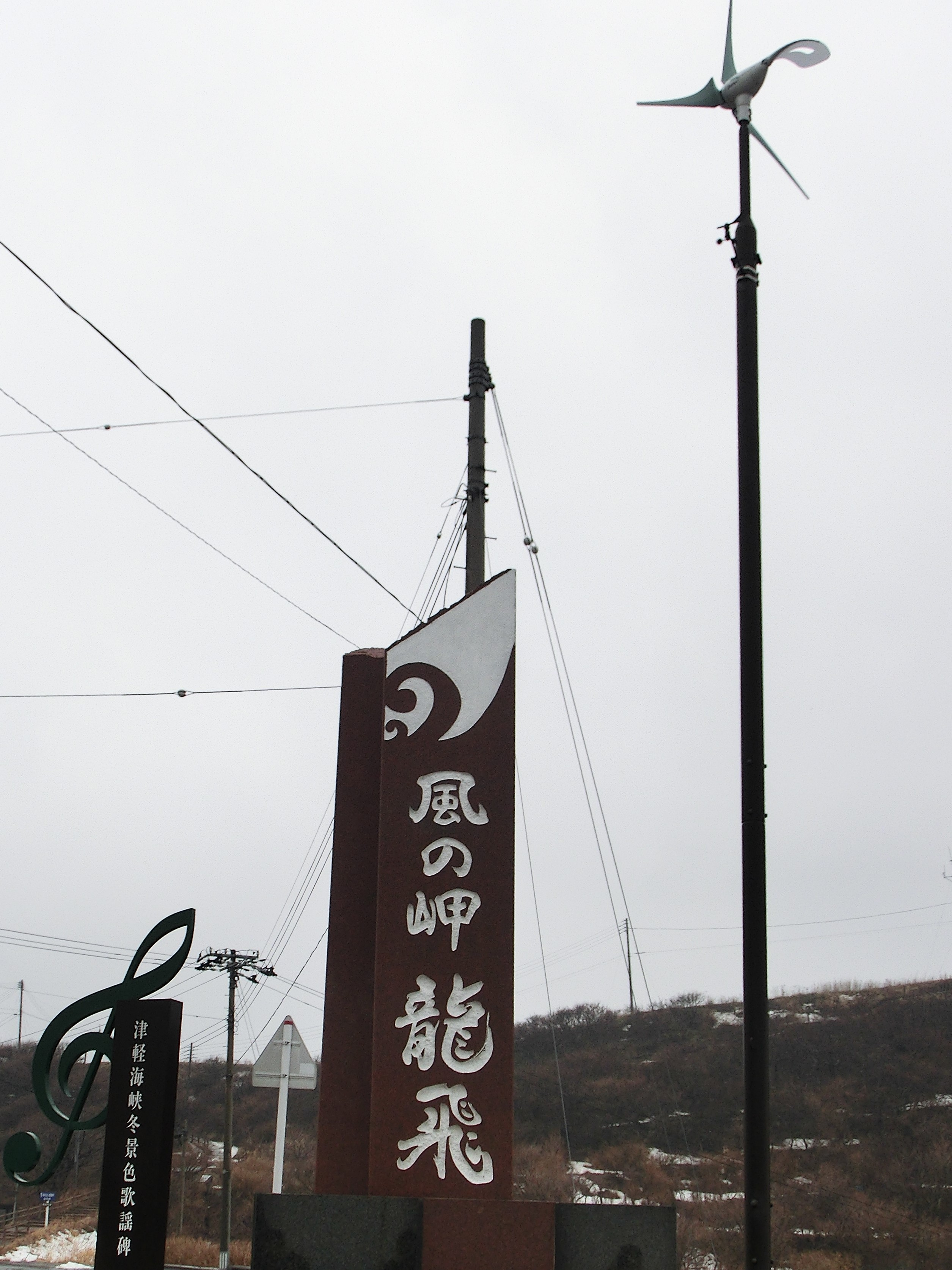
竜飛岬付近にあるモニュメント

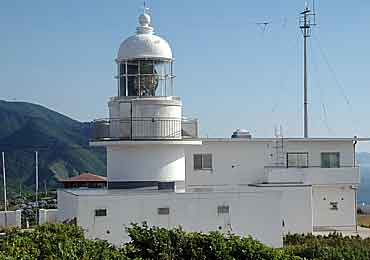
龍飛埼灯台

- 竜飛ウィンドパーク - 東北電力設置の11基の巨大風車からなる風力発電基地。2007年3月末で施設老朽化のために廃止。展示館も併設されていたが、2007年9月で営業終了。
- 階段国道（国道339号）
- 海上自衛隊竜飛警備所

また、以下の記念碑等がある。
- 太宰治の小説『津軽』の碑
- 津軽海峡冬景色歌謡碑 - 歌碑の下にあるボタンを押すと、石川さゆりが歌った演歌『津軽海峡・冬景色』のワンコーラス（2番）が流れる[7]。

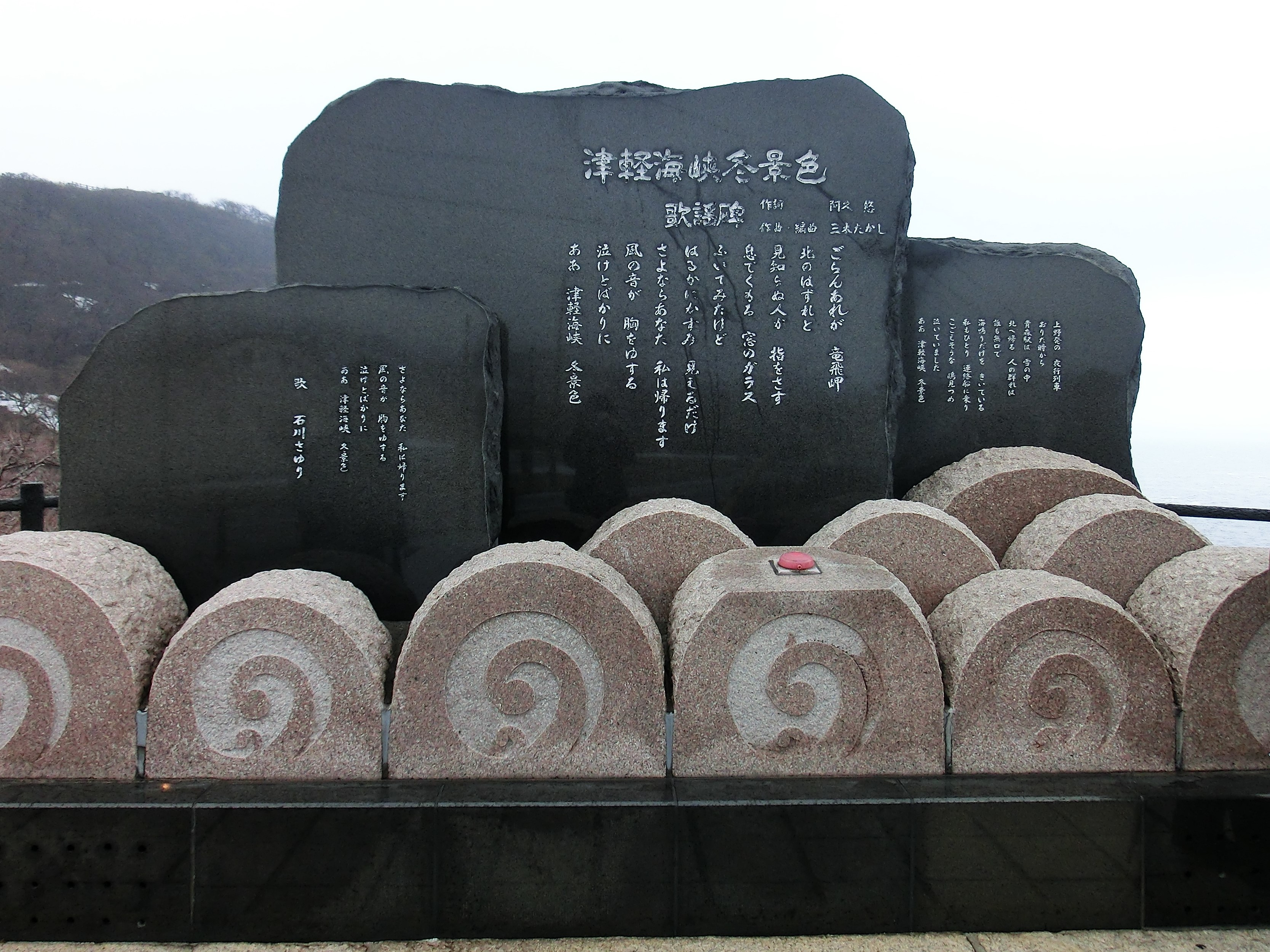
赤いボタンを押すと曲が流れる

- 吉田松陰詩碑[2]
- 大町桂月文学碑[2]
- 川上三太郎句碑[2]
- 佐藤佐太郎歌碑[2]

## アクセス

### 道路
- 青森市から国道280号・青森県道14号今別蟹田線経由で約2時間
- 弘前市から国道339号（龍泊ライン経由）で約2時間30分（冬期閉鎖[8]）

### 鉄道・路線バス
- 東日本旅客鉄道（JR東日本）津軽線三厩駅から外ヶ浜町循環バスで約40分

かつて中泊町小泊地区から乗合タクシーが運行されていたが、現在は廃止されている。

## 映画
- 『風が通り抜ける道』（田中壱征監督作品）沖縄県後援、カンヌ国際映画祭2023年 披露上映作品、沖縄国際映画祭2023年 正式出品作品、一般劇場公開2024年（イオンエンターテイメント）

## ギャラリー

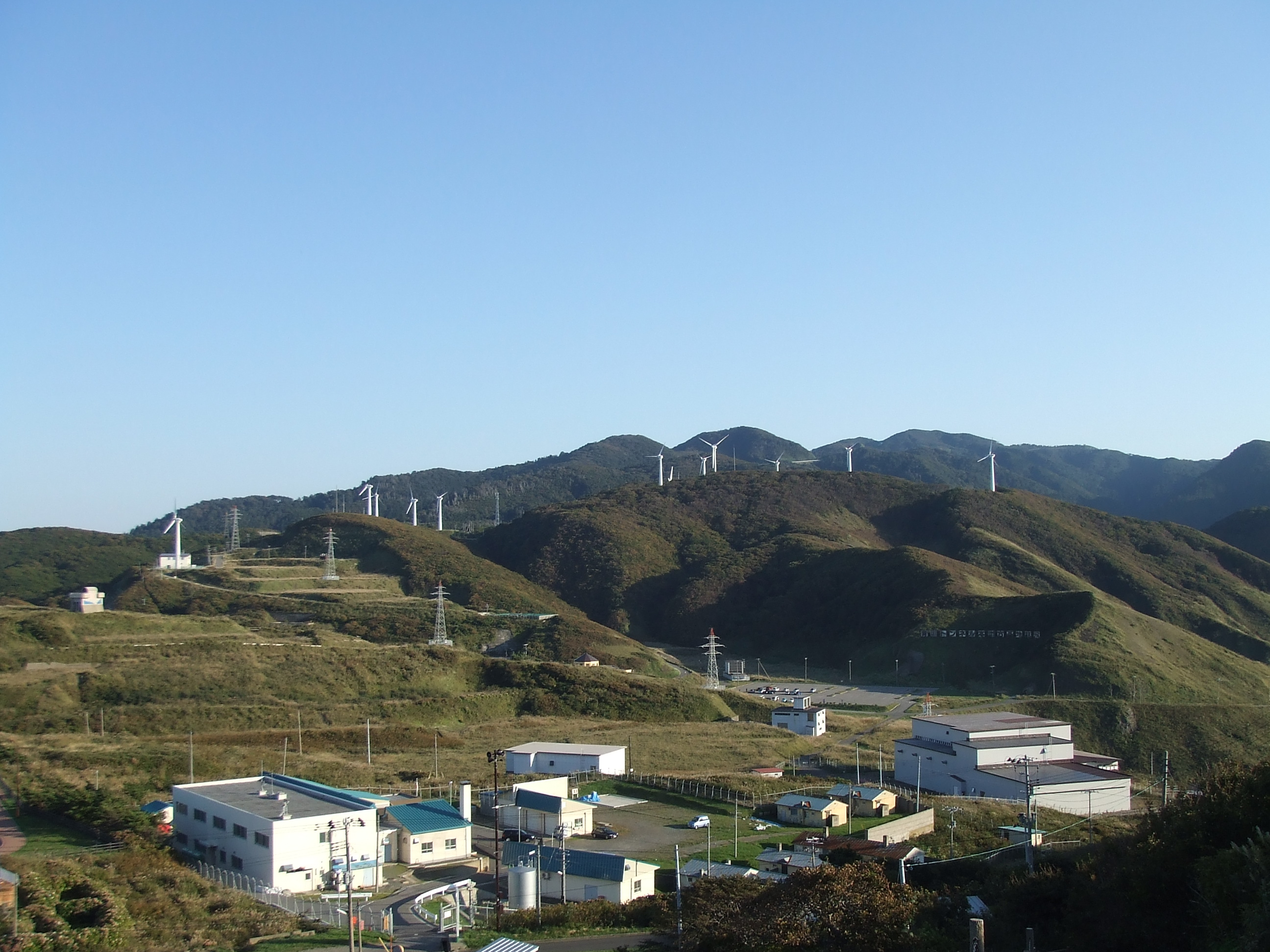
展望台から望む内陸側の様子 風力発電の風車群が見える（2007年10月）
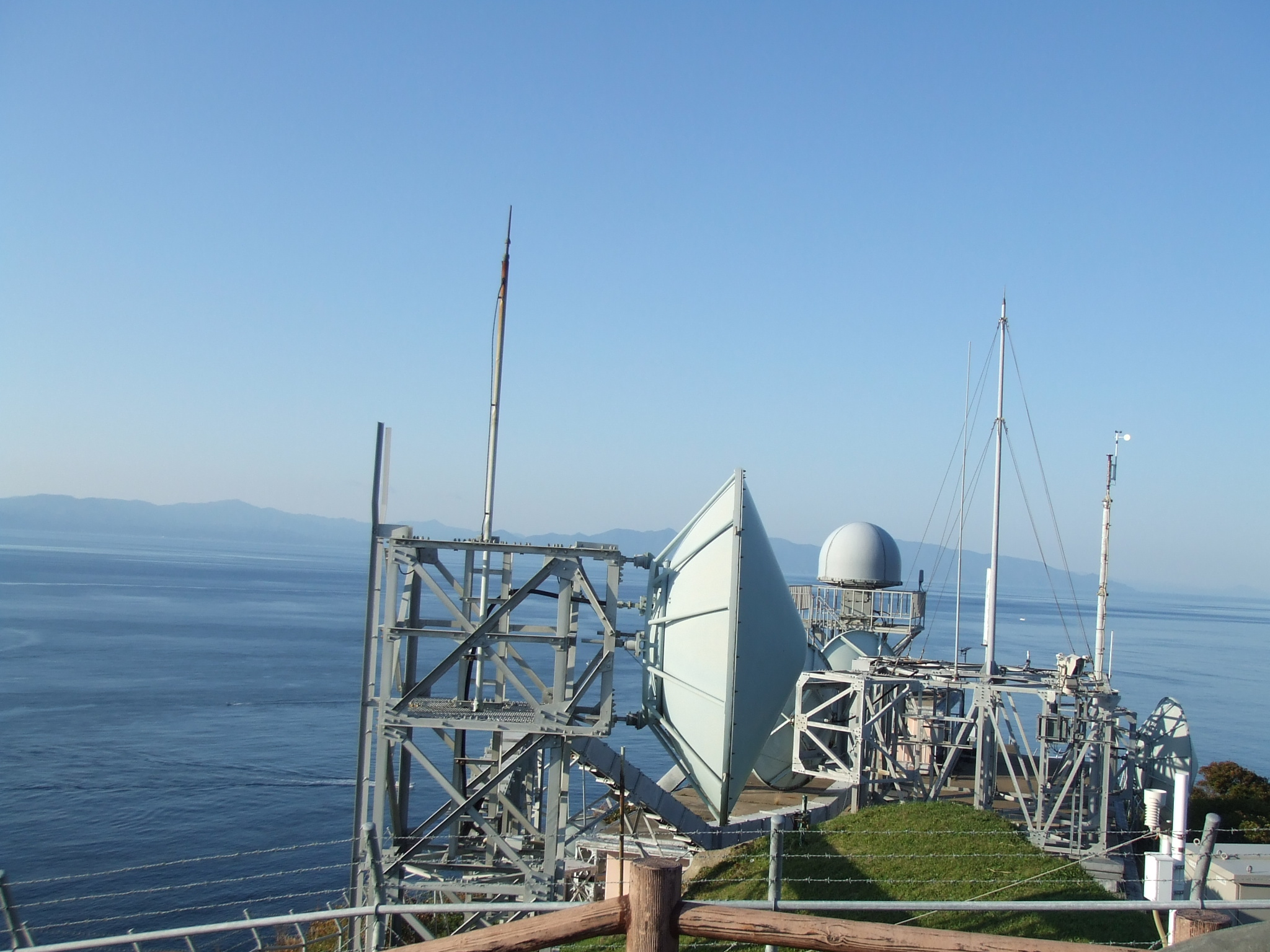
先端部分の様子 竜飛警備所のレーダーなどの先に北海道が見える（2007年10月）
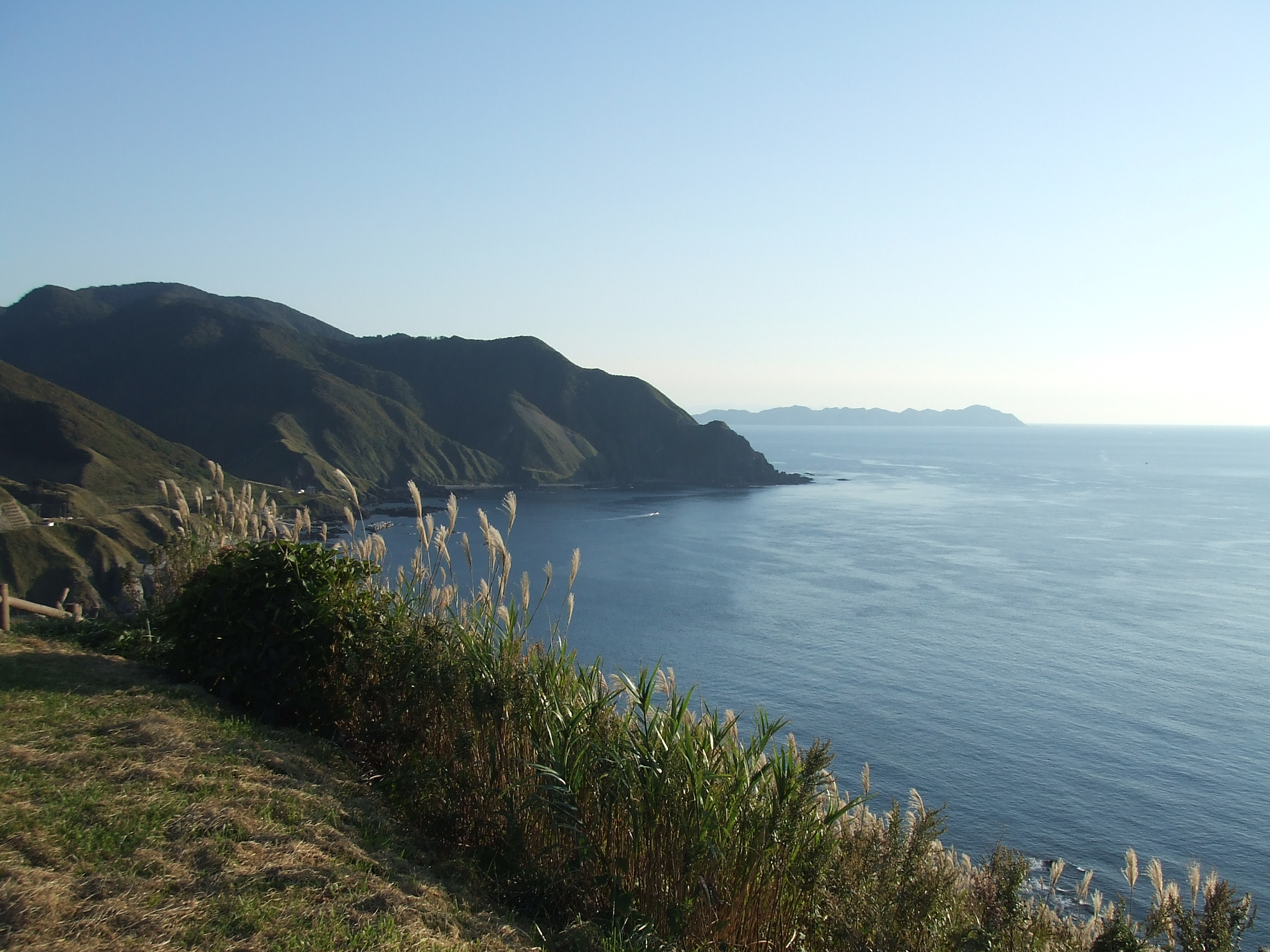
展望台付近からの眺望（2007年10月）
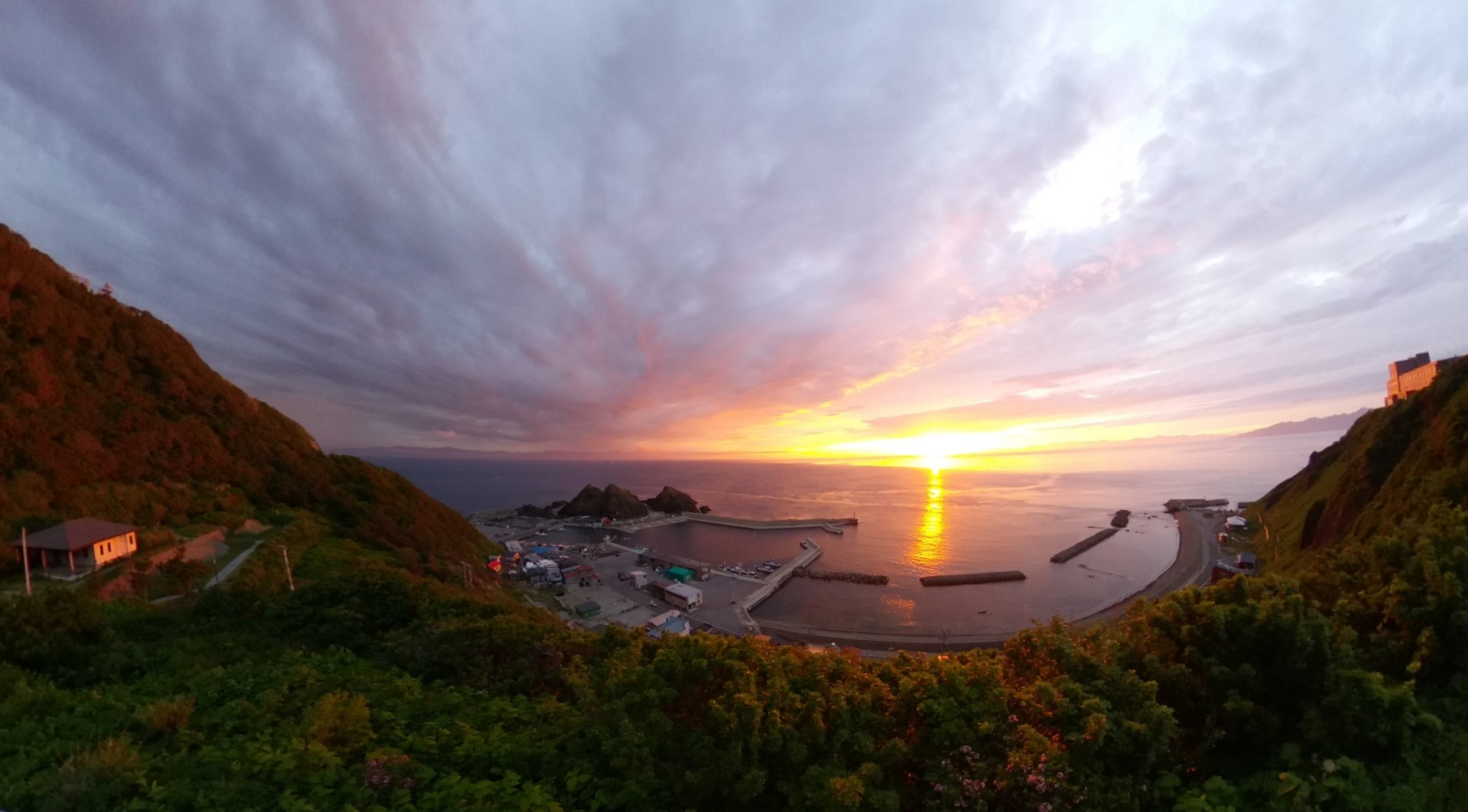
竜飛漁港の日の出